# 1997 VE4
1997 VE4 är en asteroid i huvudbältet som upptäcktes den 4 november 1997 av den japanska astronomen Tetsuo Kagawa vid Gekko-observatoriet.
Asteroiden har en diameter på ungefär 10 kilometer.